# Mohamed Choukri
Mohamed Choukri (în limba arabă: محمد شكري; Muḥammad Šukrī) este un scriitor marocan de origine berberă, născut la 15 iulie,1935 în zona muntoasă a Rif-ului, în satul Beni Chiker (în limba berberă: Ayt Ciker, de unde și numele de Choukri). Este considerat unul dintre cei mai buni scriitori contemporani din Maroc, și chiar din spațiul arabofon, iar opera pentru care este recunoscut pe plan internațional, Pâine goală (în limba arabă: الخبز الحافي al-ḫubzu-l-ḥāfī), reprezintă prima parte a unei trilogii autobiografice, ce mai conține Timpul greșelilor (în limba arabă: زمن الأخطاء zamanu-l-’aḫṭā’) și Chipuri (în limba arabă: وجوه wuğūh).

## Biografie

### Perioada copilăriei
Perioada copilăriei lui Mohamed Choukri corespunde unei epoci dificile din istoria Marocului, după cel de-al doilea război mondial, cunoscută sub numele de ‘āmu-l-bawn (în limba arabă عام البون: anul discrepanței), în care foametea și mizeria domneau în nordul Marocului, mai ales în zona Rif-ului. Opt dintre frații și surorile lui Choukri au murit din cauza malnutriției sau a neglijenței părinților. Mai mult decât atât, scriitorul își amintește un episod din copilăria sa timpurie, în care tatăl său, tiranic și violent din fire, îl bate pe un frate de-al său mai mic, până când acesta rămâne fără suflare. La vâsta de 7 ani, Mohamed Choukri fuge împreună cu părinții săi la Tetuan și apoi la Tanger, unde începe să practice meserii mărunte. Limba sa maternă era berbera de Rif ([tamazight]), iar în Tanger începe să învețe spaniola. La vârsta de 11 ani fuge de acasă din cauza tatălui său și pentru a supraviețui pe străzile Tangerului, ajunge chiar să vândă droguri și să se prostitueze. 
„Quand je suis arrivé, il y avait deux Tanger : le Tanger colonialiste et international et le Tanger arabe, fait de misère et d'ignorance. A l'époque, pour manger, je faisais les poubelles. Celles des Européens de préférence, car elles étaient plus riches.”—Mohamed Choukri
(Când am ajuns, existau două orașe Tanger: cel colonialist și internațional, și Tanger-ul arab, făcut din mizerie și ignoranță. În acea vreme, ca să mănânc, căutam în gunoaie. Cele ale europenilor, de preferință, căci erau mai bogate.)
Mai târziu este angajat pentru 7 luni de către o familie franceză din Oran, Algeria, alături de care va locui în acea perioadă.

### Perioada maturității
Trecerea de la copilărie și adolescență la maturitate este redată în ultimele două volume autobiografice: Timpul greșelilor și Chipuri.
La vârsta de 20 de ani Choukri decide să se alfabetizeze și să învețe limba arabă literară, decizie care îi va schimba viața și care pare să fi fost survenit în urma șederii lui la închisoare, după ce se fusese implicat într-o încăierare. Se înscrie la școală în orașul Larache, unde este susținut de profesorii săi până când devine el însuși învățător și apoi profesor. Începe să scrie în arabă literară și în franceză, publicând prima operă, Violență pe plajă (în limba arabă: عنف على الشاطئ al-‘anfu ‘alā-š-šāṭi’), în 1966, în revista libaneză Al Adab. Nuvela a surpins prin limbajul dur și direct, nemascat de figuri de stil. Scriitorul continuă apoi să colaboreze cu diverse reviste și să intre în cercul intelectualilor din Tanger. Astfel ajunge să-i cunoscă pe Tennessee Williams, Jean Genet și Paul Bowles. Ultimul dintre aceștia îl ajută și îl încurajează pe Choukri să termine romanul Pâine goală, pe care i-l traduce în engleză, sub titlul For bread alone. Traducerea apare în 1973 și se bucură de un succes răsunător, ajungând să se vândă în peste 20.000 de volume în primele 18 luni de la publicareÎn 1981 apare și traducerea în franceză a romanului, Le pain nu, realizată de Tahar Ben Jelloun. Din motive de cenzură, romanul în arabă nu va apărea definitiv decât în anul 2000, după ce fusese deja tradus în peste 30 de limbi.
În anul 1995, Mohamed Choukri primește premiul de prietenie franco-arabă.
Spre sfârșitul vieții, scriitorul este diagnosticat cu cancer la gât, însă refuză să se lase de fumat și de băut,iar după tratamente și operații eșuate, moare la data de 15 noiembrie 2003, în Spitalul Militar din Rabat.

## Stil literar. Controverse
Operele lui Mohamed Choukri debordează prin sinceritate și spirit militant, ceea ce a dus uneori la cenzurarea lor. Spre exemplu, în anul 1998, romanul „Pâine goală” este interzis în Egipt, în urma protestelor comitetului de părinți la adresa inițiativei profesorului Samia Mehrez de a introduce opera scriitorului marocan în cursul de literatură arabă moderană, la Universitatea Americană din Cairo.
„Mohamed Choukri n’est pas de ces intellectuels petit-bourgeois. Sa marginalité, sa vérité de vie, le fait de ne pas se contenter de vivre la pauvreté mais aussi de la dire et de la dénoncer dérangent le confort et les certitudes de beaucoup.”—Tahar Ben Jalloun
(Mohamed Choukri nu este unul dintre acei intelectuali ai micii burghezii. Marginalitatea sa, adevărul vieții sale îl fac să nu se mulțumească doar să trăiască sărăcia, ci și s-o denunțe, deranjând confortul și certitudinile multora).
Însuși autorul declară:
„Je ne sais pas écrire avec un pinceau de cristal. Pour moi, l'écriture est une protestation, pas une parade.”
(Eu nu știu să scriu cu un condei de cristal. Pentru mine, scriitura este un protest, nu o paradă.)
Faptul că romanul în arabă a fost publicat la 27 de ani diferență după traducerea în engleză s-a datorat stilului și conținutului operei, foarte grafic în ceea ce privește sexualitatea, abuzul de droguri, criticarea societății marocane și nu în ultimul rând, imaginea tatălui, prezentat în roman ca un monstru:
„Nous habitions une seule pièce. Mon père, quand il rentrait le soir, était toujours de mauvaise humeur. Mon père, c'était un monstre. Pas un geste. Pas une parole. Tout à son ordre et à son image, un peu comme dieu ou du moins c'est ce que j'entendais... mon père un monstre”—Mohamed Choukri
(Locuiam într-o singură cameră. Tatăl meu, când se întorcea seara, era întotdeauna într-o dispoziție proastă. Tatăl meu, era un monstru. Niciun gest. Niciun cuvânt. Totul la ordinul său și la imaginea sa, un pic precum un zeu, sau cel puțin asta înțelegeam... tatăl meu era un monstru.)
Autorul însuși considera că unul dintre motivele pentru care romanul său a fost interzis a fost critica la adresa tatălui, afirmând:
„Le père est sacré dans la société arabo-musulmane.”—Mohamed Choukri
(Tatăl este sacru în societatea arabo-musulmană.)

## Moștenirea literară a lui Mohamed Choukri
Înainte de a muri, scriitorul marocan și-a declarat intenția de a crea o fundație care să-i poarte numele și căreia să-i cedeze drepturile de autor. Un alt scop al fundației era acela a încuraja scriitorii marocani prin premii pentru cel mai bun roman, nuvelă și piesă de teatru, acestea fiind genurile literare pe care Choukri le-a abordat de-a lungul vieții. Pe patul de moarte autorul numește o comisie de conducere a fundației, însă actul pe care îl semnează nu avea valoare juridică, fiind încheiat într-un mediu cordial, și nu oficial:
„La fondation n’a jamais été créée réellement. Choukri a certes choisi les personnes mais dans un cadre cordial, pas officiel. Le papier sur les statuts existe mais n’a pas de valeur juridique.”—Zoubeir Benbouchta, scriitor și prieten a lui Choukri
Fundația Choukri a rămas în stadiul de proiect până în anul 2013, când Uniunea scriitorilor marocani a făcut primele demersuri în această direcție: acordarea unui apartament pentru a servi ca sediu al fundației, și oferirea unei subvenții de 10000 de dirhami pentru activitățile culturale.

## Opere
- 1966: Violence on the beach (în arabă „‘anfu ‘alā-š-šāṭi’”; în română „Violență pe plajă”);
- 1974: For bread alone (în arabă „al-ḫubzu-l-ḥāfī”; în română „Pâine goală”);
- 1976: The converse city: five examples;
- 1978: Men are lucky; (în arabă „ar-riğālu-l-maḥẓūẓūna”; în română „Bărbații sunt norocoși”);
- 1979: Five eyes; povestiri culese de la Mohamed Choukri, Mohammed Mrabet, Abdeslam Boulaich, Ahmad Yacoubi, Larbi Layachi;
- 1979: Madman of the roses (în arabă "mağnūnu-l-warda"; în română „Nebunul trandafirului”);
- 1979: Tennessee Williams in Tangier;
- 1985: The tent (în arabă „al-ḫayma”; în română „Cortul”); colecție de povestiri scurte;
- 1985: The inner market (în arabă "as-sūqu-d-dāḫiliyy"; în română „Piața interioară”);
- 1994: Happiness (în arabă „as-sa‘āda”; în română „Fericirea”); piesă de tetru;
- 1994: Zamaānu-l-’aḫṭā ’( în arabă „zamānu-l-’aḫṭā ’”; în română „Timpul greșelilor”);
- 1996: Zoco Chico;
- 1996: Faces ( în arabă „Wuğūh”; în română „Chipuri”);

## Filme
- 2000: Ali Zaoua: Prince de la rue, adaptare cinematografică a romanului „Pâine goală”, în regia lui Nabil Ayouch
- 2004: For bread alone,adaptare cinematografică a romanului „Pâine goală” în regia lui Rachid Benhadj